# Энтеролобиум
Энтероло́биум (лат. Enterolōbium) — род цветковых растений семейства Бобовые тропических и умеренно-тёплых регионов Америки. Представители рода — деревья от средних до больших размеров.

## Описание
Листья парноперистосложные. Цветки двуполые собраны в шаровидное соцветие. Венчик и чашечка 5-членные. Тычинки в основании сросшиеся. Завязь пестика сидячая, Плоды широко кольцевидные или изогнуто-почковидные с толстой и твердой кожурой.

## Виды
По информации базы данных The Plant List, род включает 12 видов:
- Enterolobium barinense Cardenas & Rodriguez
- Enterolobium barnebianum Mesquita & M.F.Silva
- Enterolobium contortisiliquum (Vell.) Morong
- Enterolobium cyclocarpum (Jacq.) Griseb. — Энтеролобиум круглоплодный
- Enterolobium ellipticum Benth.
- Enterolobium glaziovii (Benth.) Mesquita
- Enterolobium gummiferum (Mart.) J.F.Macbr.
- Enterolobium maximum Ducke
- Enterolobium monjollo (Vell.) Mart.
- Enterolobium oldemanii Barneby & J.W.Grimes
- Enterolobium schomburgkii (Benth.) Benth.
- Enterolobium timbouva Mart.